# 天狗火
天狗火（てんぐび）は、神奈川県、山梨県、静岡県、愛知県に伝わる怪火。
主に水辺に現れる赤みを帯びた怪火。神奈川県や山梨県では川天狗の仕業とされる。夜間に山から川へ降りて来て、川魚を捕まえて帰るとも、山の森の中を飛び回るともいう。
人がこの火に遭遇すると、必ず病気になってしまうといわれている。そのため土地の者はこの火を恐れており、出遭ってしまったときは、即座に地面にひれ伏して天狗火を目にしないようにするか、もしくは頭の上に草履や草鞋を乗せることでこの怪異を避けられるという。
遠州（静岡県西部）に現れる天狗火は、提灯ほどの大きさの火となって山から現れ、数百個にも分裂して宙を舞うと言われ、天狗の漁撈（てんぐのぎょろう）とも呼ばれている。
愛知県豊明市には上記のように人に害をなす伝承と異なり、天狗火が人を助けたという民話がある。昔、尾張国（現・同県）東部のある村で、日照り続きで田の水が枯れそうなとき、川から田へ水を引くための水口を夜中にこっそり開け、自分の田だけ水を得る者がよくいた。村人たちが見回りを始めたところ、ある晩から炎の中に天狗の顔の浮かんだ天狗火が現れ、水口を明るく照らして様子をよく見せてくれるようになった。水口を開けようとする者もこの火を見ると、良心が咎めるのか、明るく照らされては悪事はできないと思ってか、水口を開けるのを思い留まるようになり、水争いは次第になくなったという。また同県春日井市の民話では、ある村人が山中で雷雨に遭い、身動きできずに木の下で震え上がっていたところ、どこからか天狗火が現れ、おかげで暖をとることができた上、道に迷うことなく帰ることができたという。しかしこの村では天狗火が見える夜に外に出ると、その者を山へ連れ去ってしまうという伝承もあり、ある向こう見ずな男が「連れて行けるものならやってみろ」とばかりに天狗火に立ち向かったところ、黒くて大きな何かがその男を捕まえ、山の彼方へ飛び去っていったという。